# Фразирање
Фразирање (енг. phrasing и фр. phrase) је јасно разчлањивање (раздвајање) музичког дела у мање целине од стране извођача инструменталисте или певача да би оно слушаоцу постало што јасније, лепше, разумљивије и разговетније. 
Слушалац на тај начин прати и осети логичне и јасне целине које не распарчавају музичко дело, већ му дају још већу целовитост. 
Поменуте детаље остварује музичар-извођач својом интерпретацијом, тј. правилном и природном расподелом музичких мисли, тј. логичних целина. 
Све то мора бити учињено са мером и укусом, јер претераним ситним детаљизирањем губи се целина композиције. Пошто је фраза целовита музичка мисао, извођачев осећај за фразу је осећај за целину. Нема доброг музицирања без доброг и природног фразирања,a то је управо одлика великих уметника.
Лепо фразирање можемо упоредити са добрим глумцем или говорником који јасно, изражајно и сликовито изговара текст, на правим местима застаје, подиже или спушта глас.

## Практична упутства за фразирање
1. Прочитај нотни текст.
2. Осетити где је почетак а где завршетак неке целине.
3. Осетити где је право место за предах.
4. Пронађи где је врхунац мелодије, а где њен пад.
5. Пронађи где треба појачати а где ослабити тон (динамичко сенчење).
6. Осетити где треба мало убрзати а где успорити темпо (агогичко сенчење).